# 波利娜·佩罗-马尼安
波利娜·卡米耶·佩罗-马尼安（法語：Pauline Camille Peyraud-Magnin；1992年3月17日—），法国女子职业足球运动员，司职守门员，目前效力于尤文图斯足球俱乐部和法国国家女子足球队。她曾代表法国参加2024年夏季奥林匹克运动会女子足球比赛。